# Forêt d'Écouves
Pour l’article homonyme, voir Écouves, la commune.
La forêt d'Écouves est une vaste forêt située dans le département de l'Orne (Normandie) à 10 km au nord de la ville d'Alençon qui s'étale sur 19 communes soit sur 18 km de long et 8 à 10 km de large. Elle est composée d'une forêt domaniale de près de 8 200 ha auxquels il faut ajouter près de 7 000 ha de bois communaux et de bois privés limitrophes (bois Ballu, bois de Fontaineriant, bois l'Évêque, bois de la Haie-du-Froust, bois de Mesnilgault, bois d'Aché, bois de Roche-Elie et de Montgommeries). L'ensemble forme un massif important de près de 15 000 hectares, ce qui correspond à l'un des plus vastes massifs forestiers de la Normandie, si ce n'est de l'Ouest de la France (Pays de la Loire, Bretagne, Normandie).
Elle fait partie intégrante du parc naturel régional Normandie-Maine avec les forêts domaniales d'Andaine et de Perseigne et est gérée par l'unité territoriale d'Alençon de l'Office national des forêts.

## Géographie

### Localisation
La forêt d'Écouves est situé dans le département de l'Orne au nord d'Alençon, entre les communes de Carrouges à l'ouest et de Sées à l'est.

### Topographie
Le point culminant est le signal d'Écouves. La forêt est caractérisée par son relief escarpé du Massif armoricain.

### Biogéographie
Le climat est d'influence atlantique. La forêt couvre des reliefs très variés, de 100 à plus de 410 m d'altitude, comprenant des collines, des crêtes rocailleuses et des vallons aux confins du Massif armoricain.

## La forêt
Du fait de son relief accidenté, de la nature de son sol et de ses peuplements riches et variés, la forêt d'Écouves propose de très nombreux paysages. Le peuplement forestier est composé majoritairement de feuillus : Chênes sessiles (24%), de Hêtre commun (22%) On y retrouve dans une moindre mesure le Bouleau, le Tremble, l'Aulnes et le Frêne. Les résineux sont également présents surtout sur les hauteurs avec le Sapin pectiné (14%), le Pin sylvestre (7%), le Sapin Douglas (9%) mais également d'autres essences comme le Pin laricio, l'épicéa de Sitka et le Mélèze.
La forêt d'Écouves est en zone naturelle d'intérêt écologique, faunistique et floristique. On y rencontre des essences communes comme la Callune, la Myrtille, la Jacinthe des bois et la Fougère aigle qui forment de grand tapis mais aussi des espèces beaucoup plus spécifiques comme la Cladonie des rennes, l'Osmonde royale ou encore une plante carnivore, le Droséra à feuilles rondes comme à la tourbière des Petits-Riaux à la Lande-de-Goult. Dans le sous-bois poussent les Digitales, Sceaux-de-Salomon, Ficaires, Lamiers, Bugle Véronique et Genêts.

La forêt d'Écouves est connue pour sa population de Cerfs élaphe. On y rencontre très fréquemment le Chevreuil contrairement au sanglier qui n'abonde pas. Les nombreux étangs situés aux alentours sont favorables à de nombreux oiseaux comme le Canard, la Bernache du Canada ou encore la très rare Cigogne noire. On peut également entendre le Geai des chênes, le Pic noir, le Pic mar, le Pic épeiche et de nombreuses mésanges. On y observe aussi le grèbe huppé, le grèbe castagneux et la chouette hulotte, qui y nichent. De même, l’Écureuil roux, la Martre des pins y trouvent refuge. La présence presque constante de l'humidité et les très nombreuses mares et flaques d'eau offrent de nombreux abris aux amphibiens comme la Salamandre tacheté, le Triton alpestre, le Triton marbré le Triton crêté, le Triton ponctué, des Grenouilles vertes, rousses, agiles, des rainettes arboricoles, des crapauds communs et des alytes accoucheurs

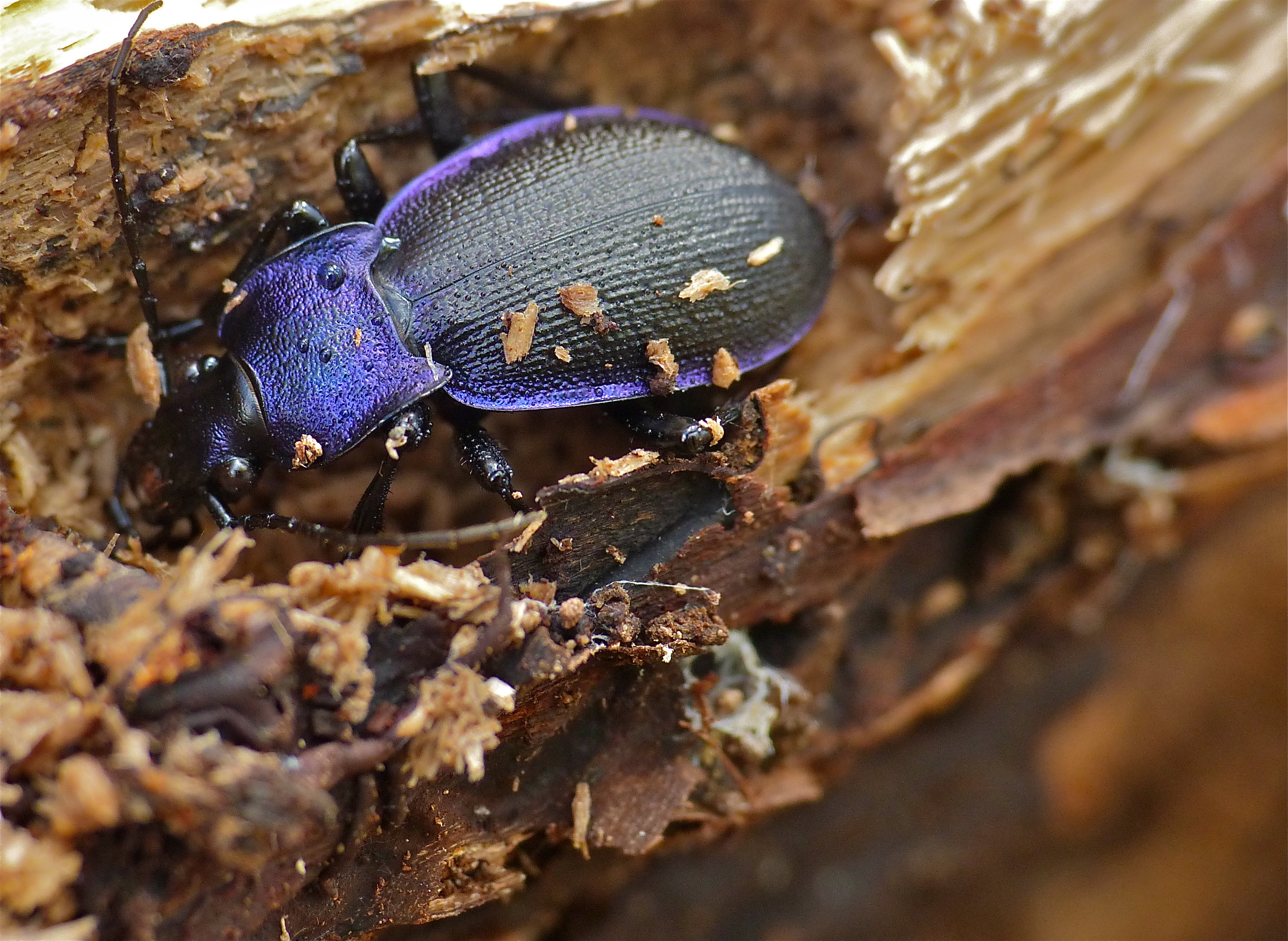
Carabe violet.
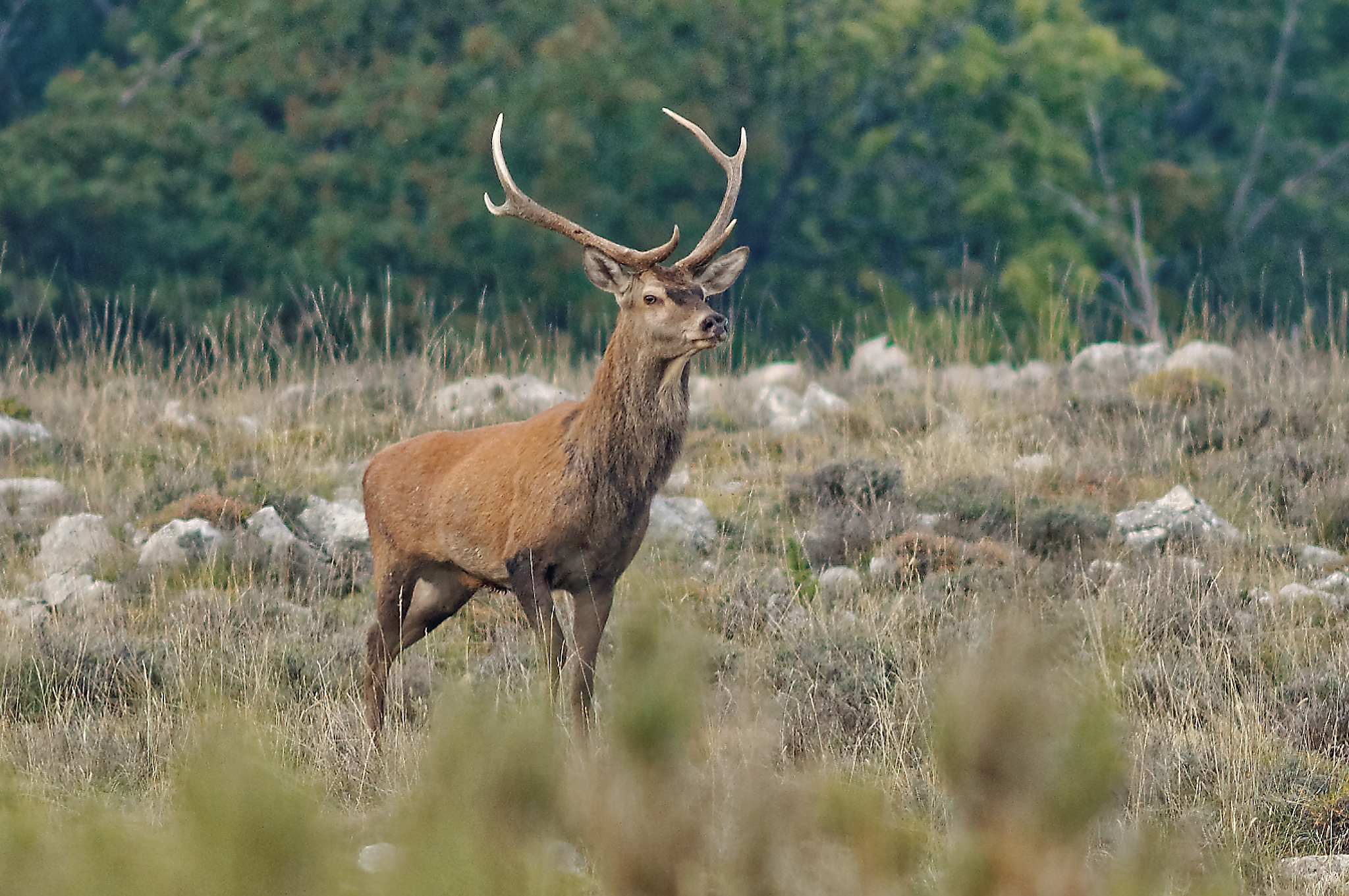
Cerf élaphe.
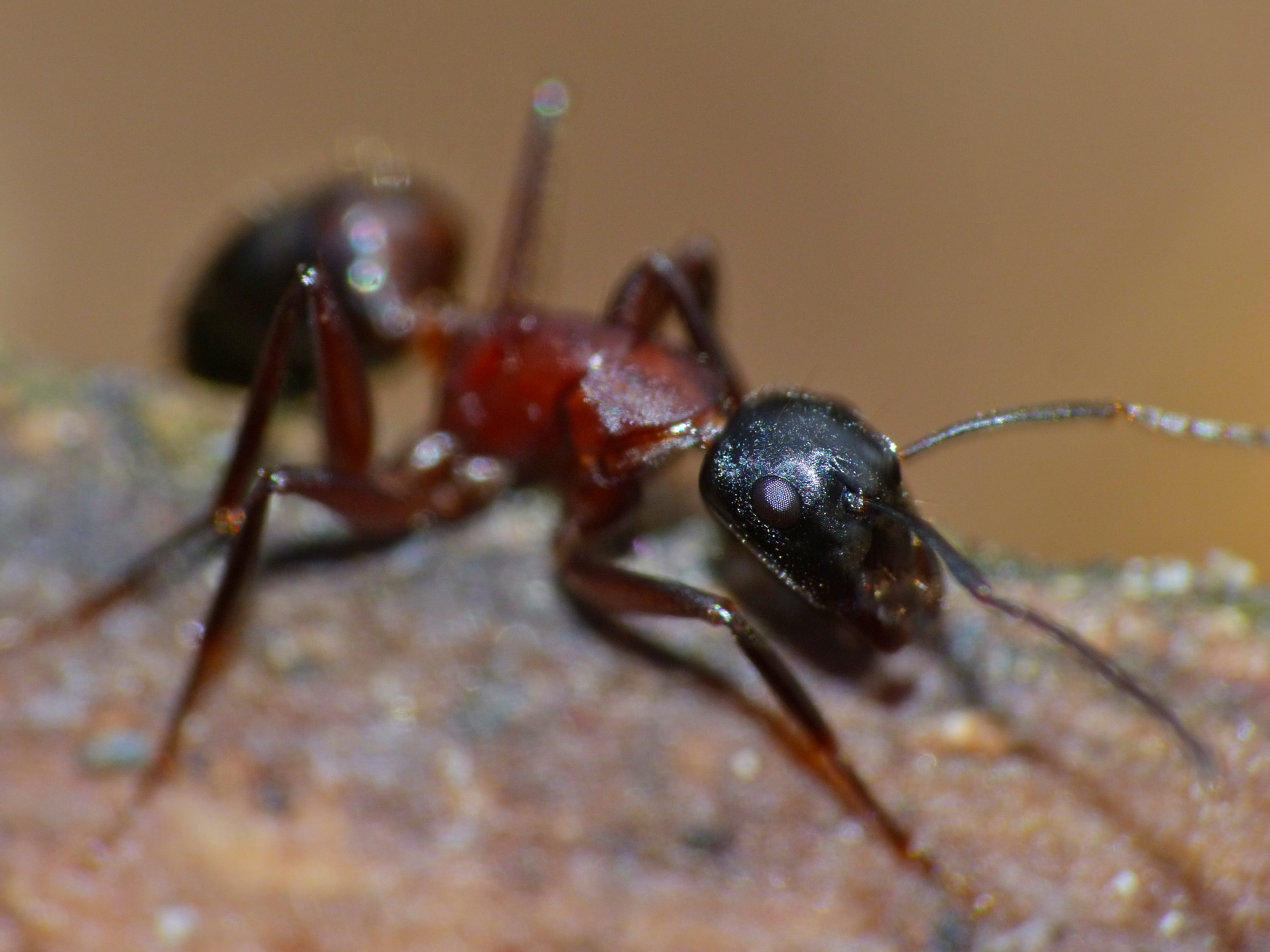
Fourmi rousse.
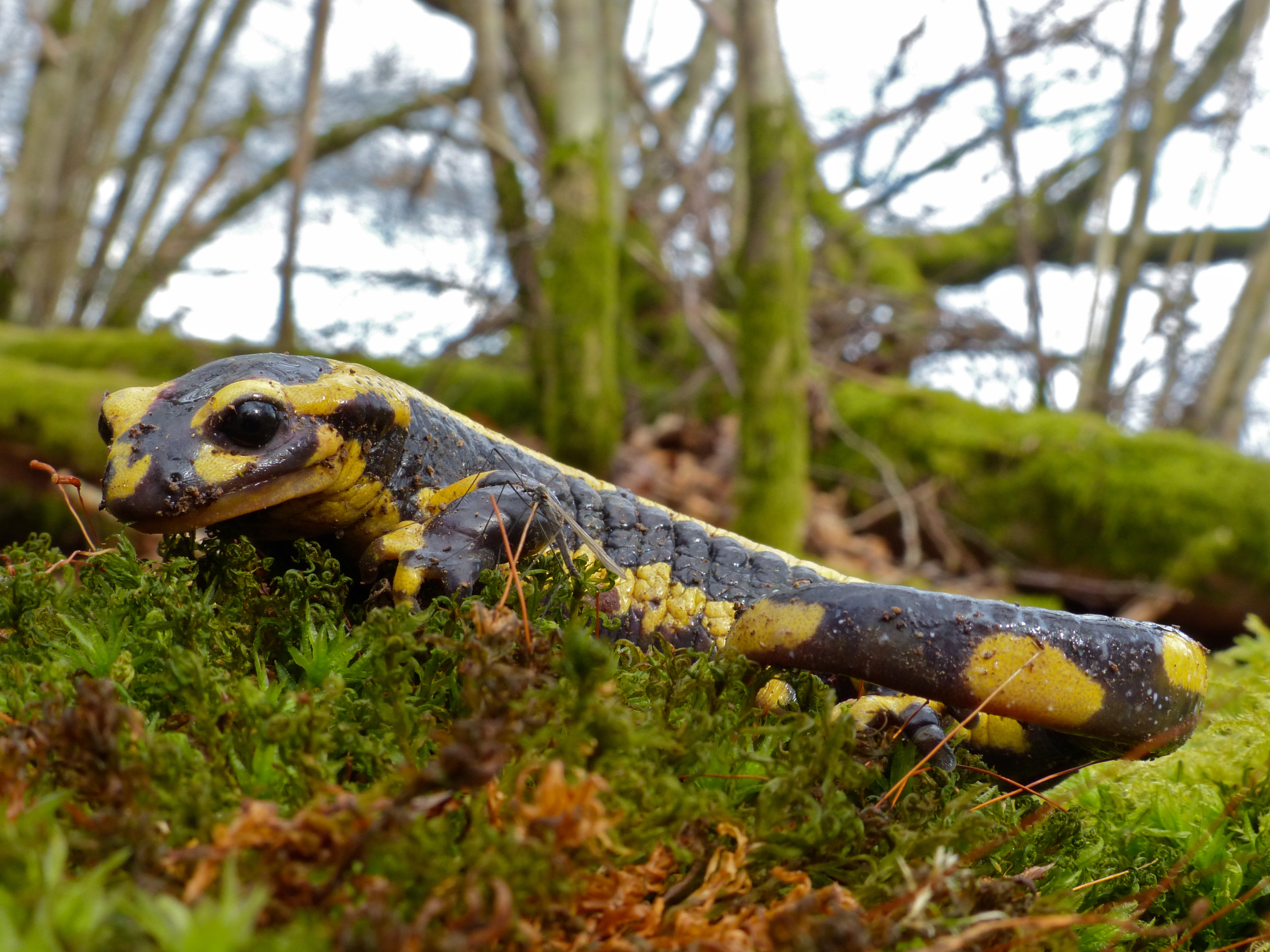
Salamandre tachetée.
- Cigogne noire.

Les champignons sont abondants (cèpes, bolets, girolles...) de même que les tiques.
Au XIXe siècle, on pouvait encore rencontrer le Chat forestier, le Grand corbeau et le Loup gris. Toutes ces espèces ont disparu à la fin du siècle à cause de pièges empoisonnés pour faire périr les loups. Le canidé était très présent à la fin du XVIIIe siècle, époque à laquelle le droit de chasse est accordé à tous citoyen. De 1790 à 1798, 26 loups sont tués en Écouves.
Le massif est percé par de nombreuses routes forestière et trois routes départementales (Alençon-Carrouges, Carrouges-Sées et Alençon-Mortrée). Ce réseau reprend en grande partie celui aménagé entre le XVIIe et le XVIIIe siècle. De nombreuses routes se rejoignent et forment des carrefours  comme ceux de la Croix-Madame, du Chêne-au-Verdier ou de Médavy.

## Toponymie
Le nom de la forêt est attesté dans un texte rédigé en latin médiéval comme foresta quae dicitur Escoves en 1126.
Il peut s'agir de l'ancien scandinave skógr « forêt » (islandais skógur, norvégien skog), romanisé en *Scogas. Cependant, le passage de [g] à [v] est difficile à admettre phonétiquement et n'est pas comparable à l'évolution du vieux danois skogh vers skov en danois moderne. Ainsi, l'ancien normand hogue / hougue est issu de l'ancien scandinave haugr, accusatif hauga, romanisé en hoga. En outre, la forêt d'Écouves n'est pas située dans l'aire de diffusion de la toponymie scandinave en Normandie. Par contre, skógr est identifié avec davantage de certitude dans Écoquenéauville (Manche, Escoghernevilla s.d., XIe – XIIe siècle), et peut-être dans le nom de la forêt de Quokelunde (la forest de Quokelunde vers 1155), comparable au nom du hameau des Coglandes (Seine-Maritime, Massy, Cultura de Coquelonde 1248) et apparenté à Coquesart « essart du bois » (Seine-maritime, Tancarville, Coquessart XVe siècle, équivalent romano-norrois du nom de lieu norvégien Skogtveit cf. Thuit). Comme on le constate sur ces exemples, [g] est régulièrement passé à [k], et non pas à [v] comme en danois. Coquelonde par exemple, serait un équivalent des Skoglund norvégiens et Skovlunde danois. En français, l'évolution /sk/ > /esk/ > /ék/ correspond à un phénomène régulier d'épenthèse dans le groupe [s] + consonne, en gallo-roman dans le cas d’Escoves > Écouves et d’*Escoquelonde > Écoquelonde, pour ce dernier, il y aurait eu aphérèse de [e] /ékok-/ > /kok-/ (Coq-), d'où Coquelonde.
L'ancien français escouve signifiait « balai » (d'où le dérivé écouvillon) et était issu du latin classique scōpa ayant ce même sens. Mais cette signification est peu probable s'agissant de la forêt. En revanche, le latin médiéval scopa avait aussi le sens de « tige », « fût (d'un arbre) »  ainsi que « bouleau ». Le [p] intervocalique latin a régulièrement évolué en [v] en français (sapo > savon, ripa > rive, etc.). Ces deux dernières définitions s'accordent avec la nature d'une forêt.
Les toponymes français Écouviez (Meuse, Escouvyiers, Ecouviers 1183) et L'Écouvotte (Doubs) sont considérés comme des formations gallo-romanes ou médiévales dérivées de scopa à l'aide du suffixe -ier (< -arium) d'après les noms d'arbres fruitiers (pommier, poirier, etc.) comme peuplier, sorbier, etc. dans le premier cas, et du suffixe -otte dans le second.

## Histoire
Aux XIe et XIIe siècles, la forêt d'Écouves était possédée par les descendants d'Yves de Creil, seigneur de Bellême, à qui donation avait été faite du domaine d'Alençon vers 942, par Richard Ier, duc de Normandie. Mabille, fille d'un descendants des seigneurs de Bellême et d'Alençon ayant épousé Roger de Montgommery, lui porta en dot le comté d'Alençon. À Roger succéda Robert II, dont l'arrière petit-fils Robert III eut pour fille Rose d'Alençon. Celle-ci épousa vers 1215 Robert Mallet, seigneur de Graville ou Gueraville, qui, avec la seigneurie de Bernay et la Prévoté de Sées, lui apporta les bois Mallet, et le Deffends de Tanville que les successeurs de ce Robin possédèrent jusqu'en 1355, époque où ils furent confisqués sur Jean Mallet pour rébellion envers le roi Jean et réunis à la forêt d'Écouves, qui depuis fait partie du domaine de la couronne. Lorsque la lignée des seigneurs de Bellême et d'Alençon s'éteignit, Philippe Auguste intervint et se fit donner le comté d'Alençon par Hella fille illégitime de Robert III, Émery comte de Chatellerault son époux et Robin Mallet, leur beau-frère. L'acte de cette donation désigne expressément la forêt d'Écouves et la Haie de la Ferrière comme faisant alors partie du comté d'Alençon. Telle est l'origine domaniale de la forêt d'Écouves.
Après 1220, la forêt d'Écouves suivant le sort du comté, puis du duché d'Alençon, fut encore plusieurs fois détachée du domaine. En 1268, Louis IX la donne en apanage à son fils Pierre, avant de retourner au domaine en 1594, à la mort de François, fils de Henri II et dernier duc d'Alençon. Le duché fut par la suite engagé au duc de Wurtemberg, Frédéric de Montbéliard, qui le rétrocéda à la reine Marie de Médicis. Après elle, Gaston d'Orléans, frère du roi Louis XIII, en jouit à titre d'apanage jusqu'à sa mort. Il passa alors à sa veuve, Marguerite de Lorraine, puis à sa fille, la duchesse de Montpensier. De 1696 à 1710, le duché d'Alençon demeure réuni à la Couronne. En 1710, Louis XIV le donne en apanage à son petit-fils le duc de Berry. À la mort de ce dernier, a lieu une nouvelle réunion à la couronne qui dure jusqu'en 1774, à cette époque, le duché se trouve faire partie de l'apanage du comte de Provence, frère du roi Louis XVI.
Durant l'époque moderne, la forêt fut victime d'une pression constante pour la production de bois de feu à destination des nombreuses forges et verreries situées à proximité directe du lieu de production.
La reconsitution de la forêt comme futaie débute en 1863.
Le dernier loup de la forêt est capturé en 1882.

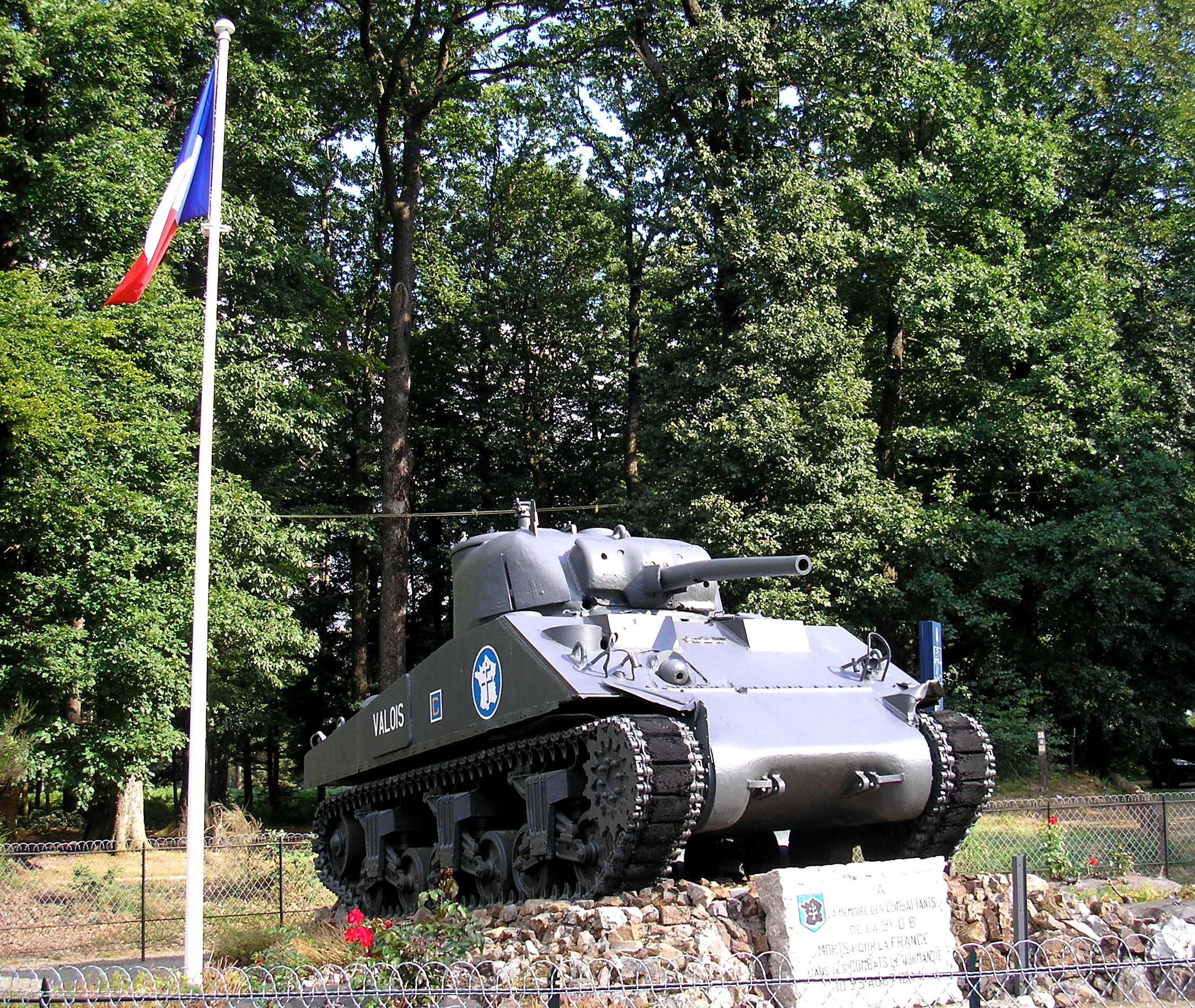
Char Sherman Valois au carrefour de la Croix de Médavy.

Les 12 août et 13 août 1944, un détachement de la 2e division blindée du Général Leclerc — la colonne blindée Roumiantzoff — qui venait de libérer Alençon et qui était en route vers Argentan, rejointe par le sous-groupement Putz, s'opposa violemment à des blindés de la IXe Panzerdivision cachés dans la forêt d'Écouves. Le fils du colonel Rémy, âgé de 18 ans, et dix-huit autres de ses camarades de combat furent tués. Trois chars Sherman furent perdus lors de ces combats ; l'un d'eux, touché par un antichar allemand au lieu-dit Les Gateys, est aujourd'hui implanté au carrefour de la Croix de Médavy pour commémorer ces évènements (commune de Fontenai-les-Louvets).
En décembre 1999, la forêt est durement touchée par la tempête Lothar.

## Écouves dans l'art

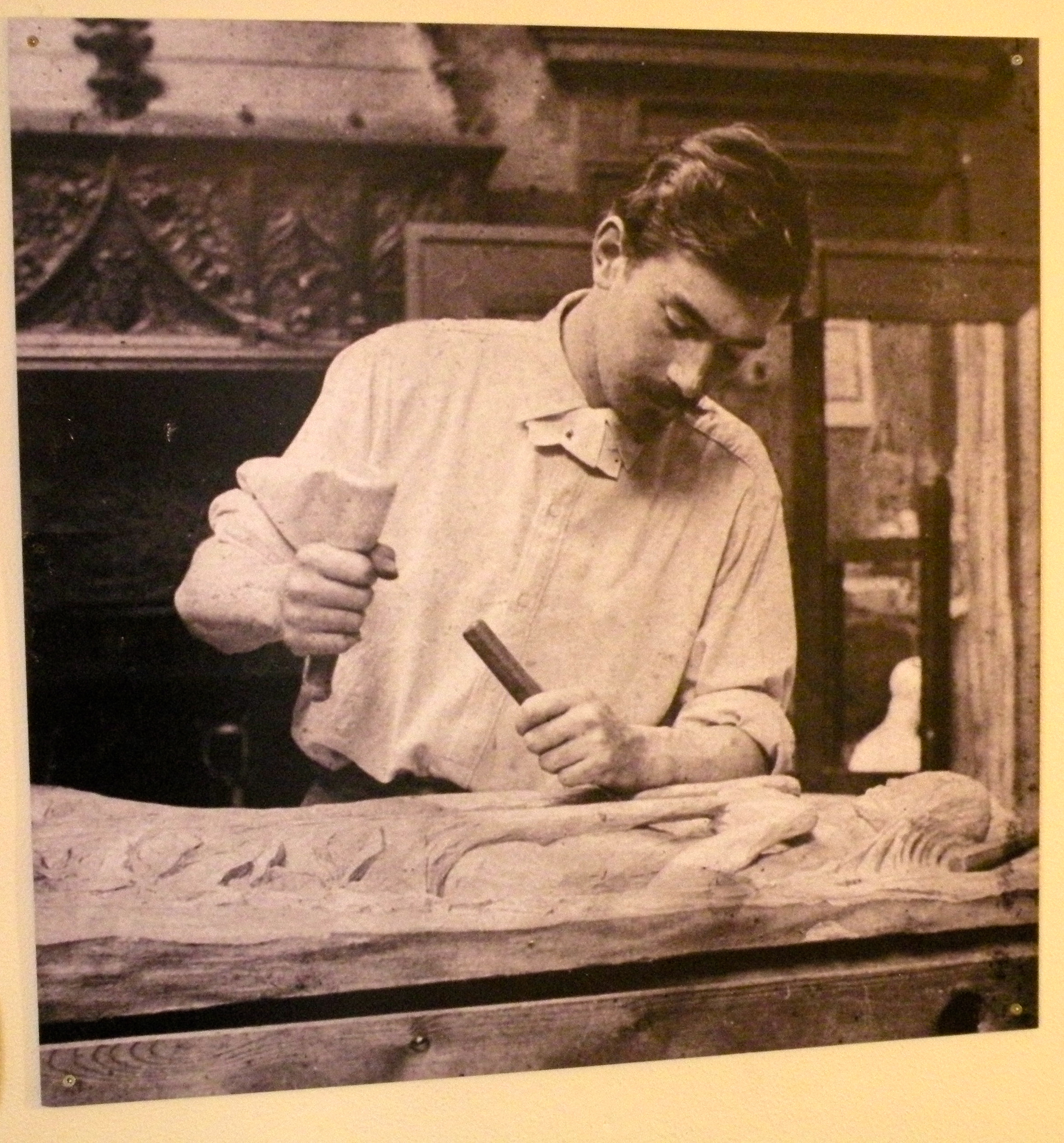
Georges Lacombe dans son atelier.

La forêt d'Écouves est particulièrement présente dans l'œuvre du peintre Georges Lacombe (1868-1916), qui s'installe non loin, sur la commune de Saint-Nicolas-des-Bois. De son installation en 1897 jusqu'à sa disparition en 1916, Georges Lacombe réalise près d'une centaine de représentations de la forêt d'Écouves. Ses œuvres sont aujourd'hui dispersées dans près de 20 collections publiques et privées et autant de pays. Certaines d'entre elles sont conservées au Musée d'Orsay, au Musée des Beaux-arts et de la Dentelle d'Alençon, ou encore au Musée Départemental Maurice Denis à Saint-Germain-en-Laye. Ami de Paul Gauguin qui va l'inspirer dans la première partie de sa vie, Lacombe s'entoure par la suite de Paul Sérusier, Maurice Denis et de Paul Ranson qui formeront le mouvement artistique des Nabis. Tous les trois viendront séjourner au château de l'Ermitage et réaliseront des décorations pour certaines pièces de la demeure des Lacombe. Paul Ranson réalise également quelques vues de la forêt d'Écouves qui sont pour certaines conservées au Musée national de l'Art occidental de Tokyo.

Dans son journal publié en 1957, Maurice Denis évoque son passage en forêt d'Écouves : 
« Lacombe habite un coin de forêt d’Écouves admirable. Perspectives de chênes touffus qui couronnent les hauteurs, sapins alignés, rivières brunes parmi les arbres et puis les prés vers la ville, le vieil Alençon, où sont nouées les deux branches paysannes dont je suis le rejeton ».
Lacombe était avant tout connu comme le « Nabi sculpteur » et produisait des œuvres très inspirées de son ami Paul Gauguin. À son arrivée à Saint-Nicolas-des-Bois, Lacombe change drastiquement de style en produisant des œuvres façon impressionniste. L'artiste excellait aussi bien au dessin qu'à la peinture, il a produit de nombreuses caricatures et portraits de familles. On lui connait également quelques poèmes dont plusieurs dédiés à la forêt d'Écouves comme : "La forêt des mousses".
Georges Lacombe contracte la tuberculose  à proximité des blessés de guerre à l'hôpital d'Alençon. Il décède dans son château de l'Ermitage en 1916. Il repose au cimetière de Saint-Nicolas-des-Bois.

## Lieux remarquables

### Patrimoine historique
- L'ancien prieuré de Goult à La Lande-de-Goult (XIe siècle).
- La chapelle Saint-Michel.
- Un prieuré (XVIe au XVIIIe siècle) dédié à sainte Catherine d'Alexandrie.
- Le château de Carrouges.
- La nécropole nationale des Gateys rassemblant les tombes de dix-neuf soldats français de la 2e DB.
- En 1667, le roi Louis XIV y avait fait implanter 325 bornes en granit de Hertré (toujours visibles) pour marquer la limite de son domaine.
- Avant la Révolution, des bornes de signalisation en granit sont placées à proximité des carrefours. Au nombre de 80 à ce jour, elles sont inscrites au titre des Monuments Historiques[21].
- le séquoia du carrefour du Chêne au Verdier, âgé de 150 ans, 41 m, foudroyé par une tempête le 2 août 2001, le tronc sculpté en forme de totem par des bûcherons d'Écouves.

### Patrimoine naturel
- Le signal d'Écouves culmine à 413 m, frère jumeau du mont des Avaloirs situé pas très loin, dans le département de la Mayenne, lequel est le point culminant du Massif armoricain, 416 m.
- Les rochers du Vignage offrent un superbe panorama.
- La Butte Chaumont à 378 m d'altitude, au boisement d'ifs et de houx.
- Les étangs de Vrigny.

## Activités et manifestations

### Chasse
La chasse à tir et la chasse à courre sont deux activités pratiquées dans la forêt d'Écouves, du fait de la présence abondante du gibier (cerfs, biches, chevreuils, sangliers)[réf. souhaitée].

### Sport
Les sentiers de Grande Randonnée GR 22 et GR 36 la traversent. On trouve également un parcours santé à proximité du carrefour du Chêne au verdier.
Sports :
- Tous les ans, depuis 2001, le premier week-end de juin, se déroule au départ de Radon Écouves le grand rendez-vous des sports nature avec le trail d'Écouves et du pays d'Alençon. Divers parcours de marche nordique, randonnées pédestres et courses trail avec 10, 16, 35 et 61 kilomètres permettent à tous de venir se retrouver, en toute convivialité dans un cadre forestier. Pour 2017, plus de 1 500 participants sont attendus les 3 et 4 juin 2017[réf. nécessaire].
- Tous les ans, le 1er dimanche de septembre, la forêt d'Écouves accueille un grand rendez-vous VTT connu sous le nom de la Trans'Écouves. Cet événement organisé depuis 1990 permet chaque année de faire « découvrir » la forêt à plus d'un millier de vététistes novices et chevronnés. Le départ est donné depuis Radon, petite commune au sud-est de la forêt, le matin à 9 h .
- Chaque année, fin mars ou première quinzaine d'avril, la course à pied Alençon-Médavy réunit plus de 5 500 coureurs de toutes nationalités.[2 500 en 2017]  Le parcours fait 15,4 kilomètres dont les 5 derniers kilomètres sont en côte en forêt d'Écouves.
- Traditionnellement organisé le lundi de Pâques, le XC d'Écouves est une compétition nationale de VTT. Tracé autour du parcours santé du Chêne au Verdier (Saint-Nicolas-des-Bois) le circuit est très exigeant physiquement et techniquement. Il est réservé aux spécialistes de la discipline.